# Katrina Law
Katrina Law, född den 30 september 1985 i Deptford, New Jersey, USA, är en amerikansk skådespelare. Hon representerade New Jersey i Miss Teen USA och är känd för sin roll som Mira i TV-serien Spartacus: Blood and Sand.